# Villa de Reyes (kommun)
Villa de Reyes är en kommun i Mexiko.   Den ligger i delstaten San Luis Potosí, i den centrala delen av landet, 300 km nordväst om huvudstaden Mexico City.
Följande samhällen finns i Villa de Reyes:
- Villa de Reyes
- Carranco
- La Ventilla
- Socavón
- Ejido Gogorrón
- La Presa
- Machado
- El Mirador
- El Centenario
- San Lorenzo
- Las Rusias
- Presa San Agustín
- La Loma del Tejocote
- Malinto
- Arroyo Blanco
- Puente de Tierra
- Boca de Santiago
- Cabras
- Las Gualupas
- Saucillo de Bledos
- Granja San Martín
- El Verde
- Los Pocitos
- La Soledad
- El Álamo